# Жанкиси Басыбайулы
Жанкиси Басыбайулы (1772, нынешний Улытауский район, Карагандинская область Казахстана — 1849, берега Сырдарьи) — казахский акын, бий. Выходец из рода Баганалы (Найман) Среднего жуза.

## Биография
Сведений о жизни Жанкиси Басыбайулы сохранилось крайне мало. Известно, что он считался красноречивым оратором, обладал титулом бия и участвовал в войне с Кокандским ханством. В некоторых преданиях упоминается о его гибели в сражении с кокандцами.
Также получил известность как акын, но до наших дней сохранилась лишь небольшая часть его поэтического наследия. Наибольшую известность получило толгау (философски-дидактическая поэма) «Қоқан ханына айтқаны», выражающее недовольство кокандским владычеством. Поэма была переведена на русский язык под названием «Песня о времени владычества кокандцев» в 1830 году, а в 1885 году издана в Оренбурге в сборнике «Образцы киргизской поэзии в песнях эпического и лирического содержания, переложенных в русские стихи».
Также сохранились отрывки дастана «Макпал — Сегиз», критикующего социальное неравенство феодального казахского общества, и некоторые другие стихотворения. Сохранившиеся произведения поэта хранятся в рукописном фонде Института литературы и искусства им. М. О. Ауэзова (Национальная академия наук Казахстана).